# 阉伶
阉伶（義大利語：castrato），也叫去勢男高音、閹人歌手等，是16世紀至18世紀期間在欧洲的一種獨特的藝人。他們是一些在童年時接受阉割手術的男性歌手，去勢的目的是為了保持童聲。
在16世纪的欧洲，由于婦女被禁止在教堂唱詩班和舞臺上演唱，於是由男性替代女性唱某些音域的歌曲。這些歌剧演唱者和教堂唱诗班的男性歌手为了不受青春期变声影响，使自己的嗓音永远保持清冽，而在青春期到来之前施行阉割手术。这类阉割过的歌手在整个17、18世纪非常盛行，巴爾達薩瑞·費里是17世紀最具代表性的閹伶。1720年至1790年期間，閹伶文化達到鼎盛，在歌剧的发源地意大利，每年都有超过5,000个男性歌者加入这一行列。
阉伶的音域寬廣、靈活、有力，其獨特音色與高度歌唱技巧相結合，能演唱極困難的聲樂段落，大受當時觀眾歡迎。这些阉伶即使进入中年，仍可保持如女性般甜美、高亢的声音。18世纪之后，阉伶逐渐消失。世界上最后一个阉伶歌手亞歷山德羅·莫雷斯基于1922年去世，他亦是史上唯一有錄音的阉伶。